# Mike Plowden
Mike Plowden  (Estados Unidos, 1958 - Lisboa, 27 de fevereiro de 2008) foi um basquetebolista norte-americano nacionalizado português.
Em 1980 Mike Plowden veio para Portugal após ter feito basquetebol universitário na Universidade de Saginaw Valley State College. Veio representar o Barreirense, que representou até 1985.
De 1985 até 1993 representou o Sport Lisboa e Benfica. Em 1997 ajudou o Barreirense a vencer a 2.ª divisão Nacional de Basquetebol e assim subir à 1.ª divisão.
Durante a sua carreira desportiva em Portugal, representou o Barreirense, o Juventude de Évora, o Sport Lisboa e Benfica e o Atlético CP. Foi internacional português por 61 ocasiões. 
Considerado uma das maiores referências de sempre do basquetebol em Portugal, Mike faleceu no dia 27 de fevereiro de 2008, aos 49 anos dentro das quatro linhas, no Pavilhão do Pinhalnovense, enquanto orientava um treino do Quintajense.

## Ligações Externas
- Notícia no site do Barreirense
- Notícias no site do Barreirense de Basquetebol